# 程崇信

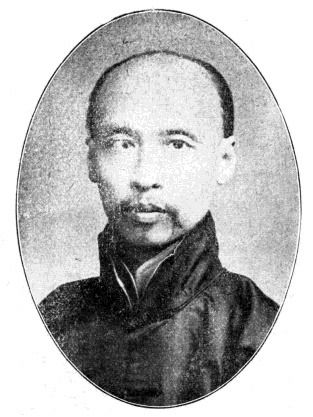
《民国之精华》所载程崇信照片

程崇信（1864年—1933年），字戟传，号天鬻老人、乌台旧吏、二溟等，湖南衡阳人。清末民初官员、书法家。

## 生平
程崇信是清朝两淮盐运使程商霖的长子，学者王闿运的弟子。他是光绪癸已科（1893年）举人，后任监察御史。
中华民国成立后，他曾任肃政厅肃政史。
程崇信善书法，喜欢收集印章。江瓶水曾经为程崇信所集印章编撰了《名家刻印》一册。

## 著作
- 《诗补笺绎》十八卷